# Ali Akbar Neżad
Ali Akbar Neżad (pers. ‏علی اکبرنژاد‎; ur. 16 września 1967 w Sari) – irański zapaśnik w stylu wolnym. Olimpijczyk z Barcelony 1992, gdzie zajął czwarte miejsce w kategorii 52 kg.
Jedenasty w mistrzostwach świata z 1998. Pierwszy na igrzyskach azjatyckich w 1994 i trzeci w 1986. Złoto w mistrzostwach Azji w 1988 i 1991, srebro w 1993. Drugi w Pucharze Świata w 1992 i piąty w 1999. Najlepszy na igrzyskach wojskowych w 1995 roku.